# Not Alone (píseň, Linkin Park)
„Not Alone“ je píseň americké rockové skupiny Linkin Park z kompilačního alba Download to Donate for Haiti. Byla vydána jako 19. ledna 2010 a její videoklip byl vydaný 19. února 2010.

## Pozadí
Skladba byla původně napsána pro třetí studiové album Minutes to Midnight, ale členové se s ní nespokojili a rozhodli se ji spolu s třiceti dalšími skladbami odložit. Po zemětřesení na Haiti v roce 2010, které mělo za následek miliony životů postižených touto tragédií, byla kapela motivována se k písni vrátit a dokončit ji, aby mohla být vydána jako charitativní singl pro postižené zemětřesením. Skladba byla vydána jako jediný singl z charitativního alba Download to Donate for Haiti V2.0. Baskytarista kapely Dave Farrell později v dubnu 2011 navštívil Haiti v rámci humanitární pomoci s Nadací OSN.

## Seznam skladeb
| Digitální singl | Digitální singl | Digitální singl |
| Pořadí          | Název           | Délka           |
| --------------- | --------------- | --------------- |
| 1.              | "Not Alone"     | 4:12            |

## Obsazení

### Linkin Park
- Chester Bennington – zpěv
- Rob Bourdon – bicí, perkuse
- Brad Delson – kytary
- Dave "Phoenix" Farrell – basová kytara
- Joe Hahn – samplery, gramofony
- Mike Shinoda – doprovodné vokály, klávesy

## Videoklip
Videoklip k písni byl zveřejněn 19. února 2010 a jeho režisérem je Bill Boyd.
Videoklip obsahuje záběry OSN z průběhu a následků tragédie lidí postižených zemětřesením. Během něj se prolínají záběry z nahrávání a skládání písně pro album.